# Бешеный бык
«Бешеный бык» (англ. Raging Bull) — художественный фильм режиссёра Мартина Скорсезе, вышедший на экраны в 1980 году. Главную роль в картине исполнил Роберт Де Ниро. Картина заняла 51 место в списке 100 лучших американских триллеров по версии AFI. Фильм завоевал две премии «Оскар» в категориях «Лучшая мужская роль» и «Лучший монтаж».

## Сюжет
Фильм снят по мотивам мемуаров «Бешеный бык: Моя история» известного американского боксёра итальянского происхождения, чемпиона мира среди профессионалов Джейка Ламотты.
Сюжет построен как воспоминания постаревшего Джейка Ламотты в 1960-х годах о своей спортивной карьере и жизни. В 1941 году девятнадцатилетний Джейк, американец итальянского происхождения, показывает себя на профессиональном ринге. Брат боксёра Джоуи становится его тренером и промоутером. В 1943 году Джейк побеждает самого Шугара Робинсона и начинает борьбу за титул чемпиона мира в полусреднем весе. В 1947 году Джейк женится на Вики (урождённой Беверли Тейлер), когда девушке было всего 16 лет.
С первых же лет семейная жизнь не задалась. Джейк постоянно подозревал супругу в изменах, придирался к пустякам и время от времени избивал её. Неукротимый нрав, который помогал спортсмену на ринге, мешал в общении с сильными мира сего. Ламотта получал предложения о договорных матчах от местной мафии, но неизменно давал понять, что хочет строить карьеру сам и ни от кого не зависеть. Даже уговоры брата стать более покладистым не помогают. При этом Ламотта постоянно сталкивался с предвзятым судейством по отношению к нему. Во время одного из боёв Ламотта соглашается «лечь под противника», но комиссия приходит впоследствии к выводу, что матч был договорным. Даже это не приносит Джейку известности и звёздного статуса, как обещала мафия. В 1949 году Ламотте удаётся завоевать заветный пояс чемпиона мира в бою с Марселем Серданом. Во время очередного скандала он спрашивает Джоуи, не изменял ли тот с Вики. Он отказывается говорить, Вики саркастически отвечает ревнивому мужу, что переспала уже со всем районом, включая Джоуи. Вышедший из себя Джейк жестоко избивает брата на глазах его жены и детей. После этого отношения между братьями ухудшаются. Карьера идёт на спад.
В 1956 году после ряда неудач на ринге Ламотта вешает перчатки на гвоздь. Он покупает ночной клуб и уходит в шоу-бизнес. Дела его идут не особенно хорошо. Вики сообщает ему о разводе и о том, что он не сможет видеться с детьми. Полиция обвиняет его в растлении малолетних. У Джейка нет денег ни на адвоката, ни на взятку, и он пытается заложить драгоценные камни из чемпионского пояса, чего оказывается недостаточно. Джейк попадает в тюрьму.
В 1964 году постаревший Ламотта подрабатывает конферансье во второсортном клубе. Он случайно встречает на улице Джоуи и пытается помириться с ним. Брат встречает его холодно и даёт понять, что не хочет с ним иметь ничего общего.

## В ролях
| Актёр             | Роль                                  |
| ----------------- | ------------------------------------- |
| Роберт Де Ниро    | Джейк Ламотта                         |
| Джо Пеши          | Джоуи Ламотта                         |
| Кэти Мориарти     | Викки Тейлер Ламотта                  |
| Фрэнк Винсент     | Салви «Баттс»                         |
| Тереза Салдана    | Ленор                                 |
| Николас Коласанто | Томми Комо                            |
| Марио Галло       | Марио                                 |
| Франк Адонис      | Патси                                 |
| Джон Туртурро     | человек из клуба (в титрах не указан) |

## Награды и номинации

### Награды
- 1981 — две премии «Оскар»: лучший актёр (Роберт Де Ниро), лучший монтаж (Тельма Шунмейкер)
- 1982 — две премии Британской киноакадемии: лучший монтаж (Тельма Шунмейкер), лучший новичок в лидирующей роли (Джо Пеши)
- 1981 — премия «Золотой глобус» лучшему драматическому актёру (Роберт Де Ниро)
- 1980 — две премии Национального совета кинокритиков США: лучший актёр (Роберт Де Ниро), актёр второго плана (Джо Пеши)

### Номинации
- 1981 — 6 номинаций на премию «Оскар»: лучший фильм (Роберт Чартофф, Ирвин Уинклер), режиссёр (Мартин Скорсезе), актёр второго плана (Джо Пеши), актриса второго плана (Кэти Мориарти), операторская работа (Майкл Чэпмен), звук
- 1982 — две номинации на премию Британской киноакадемии: лучший актёр (Роберт Де Ниро), лучший новичок в лидирующей роли (Кэти Мориарти)
- 1981 — номинация на премию Гильдии режиссёров США за лучший режиссёрский вклад (Мартин Скорсезе)
- 1981 — 6 номинаций на премию «Золотой глобус»: лучшая драма, режиссёр (Мартин Скорсезе), актёр второго плана (Джо Пеши), актриса второго плана (Кэти Мориарти), сценарий (Пол Шрэдер, Мардик Мартин), новая звезда года (Кэти Мориарти)

## Съёмки
- Мартин Скорсезе фильм посвятил своему учителю киноискусства Манукяну.
- Ради правдоподобного изображения главного героя Роберт Де Ниро набрал свыше 20 кг веса для того, чтобы изобразить постаревшего Ламотту после окончания карьеры[3].
- Фильм занимает первое место в списке среди 10 лучших фильмов о спорте по версии AFI.
- Для подготовки к роли Де Ниро познакомился с Ламоттой и даже взял у него несколько уроков[4]. Посмотрев картину, Джейк Ламотта сказал, что она заставила его понять, каким ужасным человеком он был.

## Критика
Премьерный показ фильма состоялся 14 ноября 1980 года в театре Саттона в Нью-Йорке. Отзывы критики были противоречивыми. Джек Кролл из «Ньюсуик» объявил «фильм лучшим произведением года», а Винсент Кэнби поместил хвалебный отзыв в «Нью-Йорк таймс». Однако были и критические отклики. Так, Кэтлин Кэрролл в своей рецензии в нью-йоркской «Дэйли ньюс» назвала героя Де Ниро «чуть ли не самым отвратительным персонажем за всю историю кино», а режиссёра обвинила в том, что «за кадром остался факт обучения Ла Мотты в исправительном учреждении, вследствие чего остаётся неясен генезис его антиобщественного поведения», а Полин Кейл высказала замечания по поводу актёрской игры Де Ниро.